# Guy Lafleur Trophy
Guy Lafleur Trophy je hokejová trofej udělovaná každoročně nejužitečnějšímu hráči v playoff juniorské ligy Quebec Major Junior Hockey League. Trofej je pojmenována po bývalém hokejistovi QMJHL a NHL Guy Lafleurovi.

## Držitelé Guy Lafleur Trophy
| Sezóna  | Jméno                       | Tým                      |
| ------- | --------------------------- | ------------------------ |
| 2013-14 | Antoine Bibeau              | Val-d’Or Foreurs         |
| 2012-13 | Jonathan Drouin             | Halifax Mooseheads       |
| 2011–12 | Charlie Coyle               | Saint John Sea Dogs      |
| 2010–11 | Jonathan Huberdeau          | Saint John Sea Dogs      |
| 2009–10 | Gabriel Bourque             | Moncton Wildcats         |
| 2008–09 | Yannick Riendeau            | Drummondville Voltigeurs |
| 2007–08 | Claude Giroux               | Gatineau Olympiques      |
| 2006–07 | Jonathan Bernier            | Lewiston MAINEiacs       |
| 2005–06 | Mārtiņš Karsums             | Moncton Wildcats         |
| 2004–05 | Sidney Crosby               | Rimouski Océanic         |
| 2003–04 | Maxime Talbot               | Gatineau Olympiques      |
| 2002–03 | Maxime Talbot               | Hull Olympiques          |
| 2001–02 | Danny Groulx                | Victoriaville Tigres     |
| 2000–01 | Simon Gamache               | Val-d'Or Foreurs         |
| 1999–00 | Brad Richards               | Rimouski Océanic         |
| 1998–99 | Mathieu Benoit              | Acadie-Bathurst Titan    |
| 1997–98 | Jean-Pierre Dumont          | Val-d'Or Foreurs         |
| 1996–97 | Christian Bronsard          | Hull Olympiques          |
| 1995–96 | Jason Doig                  | Granby Prédateurs        |
| 1994–95 | José Théodore               | Hull Olympiques          |
| 1993–94 | Éric Fichaud                | Chicoutimi Saguenéens    |
| 1992–93 | Emmanuel Fernandez          | Laval Titan              |
| 1991–92 | Robert Guillet              | Verdun Collège Français  |
| 1990–91 | Félix Potvin                | Chicoutimi Saguenéens    |
| 1989–90 | Denis Chalifoux             | Laval Titan              |
| 1988–89 | Donald Audette              | Laval Titan              |
| 1987–88 | Marc Saumier                | Hull Olympiques          |
| 1986–87 | Marc Saumier                | Longueuil Chevaliers     |
| 1985–86 | Sylvain Côté Luc Robitaille | Hull Olympiques          |
| 1984–85 | Claude Lemieux              | Verdun Junior Canadiens  |
| 1983–84 | Mario Lemieux               | Laval Voisins            |
| 1982–83 | Pat LaFontaine              | Verdun Juniors           |
| 1981–82 | Michel Morissette           | Sherbrooke Castors       |
| 1980–81 | Alain Lemieux               | Trois-Rivières Draveurs  |
| 1979–80 | Dale Hawerchuk              | Cornwall Royals          |
| 1978–79 | Jean-François Sauvé         | Trois-Rivières Draveurs  |
| 1977–78 | Richard David               | Trois-Rivières Draveurs  |